# The First Great Train Robbery
The First Great Train Robbery  (Brasil: O Primeiro Assalto de Trem ) é um filme britânico de 1979, dirigido e roteirizado por Michael Crichton, baseado no livro de sua autoria, música de Jerry Goldsmith.

## Sinopse
Inglaterra, 1855, dois homens e uma mulher conspiram realizar o maior roubo de todos os tempos, uma fortuna em ouro de um trem em movimento.

## Elenco
- Sean Connery ....... Pierce
- Donald Sutherland ....... Agar
- Lesley-Anne Down ....... Miriam
- Alan Webb ....... Trent
- Malcolm Terris ....... Fowler
- Robert Lang .......  Sharp
- Michael Elphick ....... Burgess
- Wayne Sleep ....... Clean Willy
- Pamela Salem ....... Emily Trent
- Gabrielle Lloyd ....... Elizabeth Trent
- George Downing ....... Barlow
- James Cossins ....... Harranby
- John Bett ....... McPherson
- Peter Benson ....... Station Despatcher
- Janine Duvitski ....... Maggie